# Reaffectatie
Reaffectatie (gallicisme, letterlijk: terug aanhechten) is in Vlaanderen een term uit de onderwijsadministratie. Het komt erop neer dat men na verlies van betrekking terug aan de slag kan in dezelfde betrekking.

## Regeling
De term werd vooral bekend vanaf de jaren 1980, toen door hervormingen in het onderwijs een aantal leraren zonder baan dreigden te vallen. Het leerkrachtenoverschot was zowel te wijten aan overheidsmaatregelen zoals fusiedruk tussen scholen (waardoor kleine scholen verdwenen) en het terugschroeven van de vso-voordelen, als aan het dalend leerlingenaantal. Zulke leraren konden dan aan de slag in een ander ambt. Er werd toen een ingewikkelde regeling uitgewerkt in welke ambten een vastbenoemd personeelslid kon worden "gereaffecteerd", met behoud van anciënniteit. Het ambt moest van hetzelfde "niveau" zijn (loonschaal), en voldoende "verwant" zijn. Zo kon een leraar Latijn bijvoorbeeld terug aan de slag als leraar geschiedenis, of een regent talen, mocht ook in de administratie van de school gaan werken. In afwachting van toewijzing kwamen deze mensen op een "reaffectatielijst". Scholen die een vacature hadden, moesten eerst mensen uit deze lijst nemen, alvorens elders te mogen rekruteren. Een speciale, regionaal georganiseerde "reaffectatiecommissie" deed de toewijzingen. De reaffectatie gebeurde bij voorkeur binnen dezelfde scholengemeenschap.

## Bescherming
De regeling was dus vooral bedongen door de vakbonden om werkloze leerkrachten te beschermen. Schoolorganisatorisch wekte de maatregel heel wat wrevel, omdat die commissie soms bureaucratisch en traag werkte. Zo kon een vacature al geruime tijd ingevuld zijn door een jong afgestudeerde (enthousiaste) leerkacht, tot die in de loop van het schooljaar door een (soms ontgoochelde, uitgebluste) gereaffecteerde weggeduwd werd. Het gebeurde ook vaak dat de gereaffecteerde naar een school of functie werd gestuurd waar hij zich helemaal niet thuis voelde, met gevolgen als beroepsprocedures en ziekteverzuim.
Eind vorige eeuw verdween het probleem nagenoeg vanzelf door een verminderde instroom van nieuwe leerkrachten enerzijds en pensionering van de gereaffecteerden anderzijds. Het dook nog even op bij de opheffing van de centra voor Medisch Schooltoezicht (MST) en PMS-centra bij de oprichting van de Centra voor Leerlingenbegeleiding.

## Reaffectatie en wedertewerkstelling
Reaffectatie is iets anders dan wedertewerkstelling. Hoewel reaffectatie voor de betrokkene een functieverandering met zich meebracht, werd hij toch benoemd in hetzelfde ambt. Bestond daartoe niet de mogelijkheid, maar kon de boventallige werknemer wel worden geplaatst in een ander ambt, dan was er sprake van wedertewerkstelling.

## Nederland
Als in Nederland een onderwijswerknemer boventallig wordt (dus: niet meer binnen de personeelsomvang past, doordat er meer werknemers zijn dan toegestane posities), kunnen er verschillende dingen gebeuren. Hij blijft bijvoorbeeld (nog) als boventallige in dienst, of hij wordt begeleid naar herplaatsing in een andere functie bij dezelfde of een andere werkgever.